# Panelus maedai
Panelus maedai är en skalbaggsart som beskrevs av Shuhei Nomura 1973. Panelus maedai ingår i släktet Panelus och familjen bladhorningar. Inga underarter finns listade i Catalogue of Life.